# Joachim von Braun (Jurist)
Joachim Freiherr von Braun (* 1. September 1905 in Gerdauen, Ostpreußen; † 8. Juni 1974 in Göttingen) war ein deutscher Verwaltungsjurist.

## Leben
Brauns Eltern waren Julius von Braun (Landrat) und dessen Frau Clara geb. von Below im Kreis Gerdauen. Er war ein Vetter von  Wernher von Braun und Sigismund von Braun.
Nach dem Abitur am Collegium Fridericianum studierte v. Braun ab 1924 drei Semester Rechtswissenschaft an der Rheinischen Friedrich-Wilhelms-Universität Bonn. 1924 wurde er im Corps Borussia Bonn aktiv. 1925 unterbrach er sein Studium, um in Allenstein beim 2. (Preußisches) Reiter-Regiment zu dienen. Im Herbst 1925 setzte Braun sein Studium an der Albertus-Universität Königsberg fort.
Nach dem Referendariat und der Assessorprüfung im preußischen Justizministerium in Berlin trat er Anfang 1932 bei der Landstelle Stettin der Osthilfe (Deutsches Reich) in den Verwaltungsdienst des Freistaats Preußen. Im Mai 1939 wurde er als Reserveoffizier zum Heer (Wehrmacht) einberufen.  1940 nahm er am Westfeldzug und ab 1941 am Deutsch-Sowjetischen Krieg teil. 1943 wurde er in die Organisationsabteilung des Oberkommandos des Heeres versetzt. Bei Kriegsende kam er in amerikanische Kriegsgefangenschaft, aus der er im August 1946 entlassen wurde.
Nach dem Krieg verzichtete v. Braun auf die Fortsetzung der Beamtenlaufbahn. Er verschrieb sich der Arbeit für die verlorenen Ostgebiete des Deutschen Reiches und die Vertriebenen. Mit Wolf von Wrangel und Friedrich Hoffmann gründete er den Göttinger Arbeitskreis, für den er viele Jahre als Vorstandsmitglied und Geschäftsführer tätig war. Von 1972 bis 1974 war er außerdem Sprecher (Bundesvorsitzender) der Landsmannschaft Ostpreußen.

## Ehrungen
- Bundesverdienstkreuz I. Klasse 1971
- Preußenschild

## Zitat
„Ob die Rechtsstaatlichkeit im Inneren echt, haltbar oder nur Schein ist, der leichtem Anstoß weicht, muß bei uns zulande zuerst dort gemessen werden, wo es um die Wiederherstellung der äußeren Rechte des Staates geht. Werden diese nicht mit größtem Nachdruck, mit dem Willen aller vertreten, so kann es um das Rechtsbewußtsein der Bürger, um ihr Zusammengehörigkeitsgefühl und mithin um die Rechtsstaatlichkeit überhaupt nur schlecht bestellt sein.“

## Werke und Reden
- Die Denkwürdigkeiten des Hans von Schweinichen als Quelle zur schlesischen Agrargeschichte. In: Jahrbuch der Schlesischen Friedrich-Wilhelms-Universität zu Breslau. Band 4, 1959, S. 198–206.
- Das Tübinger Memorandum der Acht – zu seinen außenpolitischen Thesen. Göttinger Arbeitskreis e. V., Leer 1962.
- Recht und Staatsbewusstsein als Grundlagen einer deutschen Ostpolitik. Göttinger Arbeitskreis e. V., Düsseldorf 1963.
- Deutschlands Osten als außenpolitische Aufgabe. Göttingen 1964.
- Gericht ohne Gnade? Ein evangelischer Christ und Staatsbürger zur Ost-Denkschrift des Rates der EKD. Würzburg 1966.
- Zu Deutschlands Ostpolitik – Beitrag eines christlichen Staatsbürgers. Göttingen/Leer 1967
- Ohne Recht kein Frieden. Zur 50. Wiederkehr des Abstimmungstages in Ostpreußen am 11. Juli 1920. Rede in Bochum (1970), Auszug in: Ernst Weichbrodt: Selbstbestimmung für alle Deutschen. 1920/1980. Unser Ja zu Deutschland. Zum 60. Jahrestag der Volksabstimmung in Ost- und Westpreußen am 11. Juli 1920. Landsmannschaft Ostpreußen, Hamburg 1980, S. 32–34
- Für unser Deutschland. Leer 1972